# Едуард Володарски
Едуард Яковлевич Володарски (на руски: Эдуа́рд Я́ковлевич Волода́рский) е руски актьор, сценарист и драматург. Лауреат на държавната премия на РСФСР от 1987 г. за сценария на филма „Мой друг Иван Лапшин“, на държавната премия на СССР от 1988 г. за филма „Проверка на дорогах“ и премията на КГБ за филма „Люди в океане“. Награден със златен медал от националната киностудия за художествени филми „Александър Довженко“. Член на съюза на писателите на СССР от 1976 г.

## Биография и творчество
Едуард Володарски е роден през 1941 г. в Харков, като от 1947 г. живее в Москва. В 1968 г. завършва Държавния институт по киноматография. Дебютира в киноиндустрията през 1967 г. с късометражните филми „Шестое лето“ и „Возвращение“. През 1970 г. излиза първият му пълнометражен филм „Белый взрыв“. Сценарист на легендарния филм на режисьора Никита Михалков „Свой сред чужди, чужд сред свои“ от 1974 г.